# Kōki Ogawa
Kōki Ogawa (jap. 小川 航基; ur. 8 sierpnia 1997) – japoński piłkarz, występujący na pozycji napastnika w holenderskim klubie NEC Nijmegen oraz w reprezentacji Japonii.

## Statystyki

### Klubowe
Na podstawie:
| Klub           | Sezonów | Liga       | Liga  | Liga   | Puchar krajowy | Puchar krajowy | Kontynentalne | Kontynentalne | Suma  | Suma   |
| Klub           | Sezonów | Liga       | Mecze | Bramki | Mecze          | Bramki         | Mecze         | Bramki        | Mecze | Bramki |
| -------------- | ------- | ---------- | ----- | ------ | -------------- | -------------- | ------------- | ------------- | ----- | ------ |
| Júbilo Iwata   | 4       | J1 League  | 14    | 2      | 22             | 9              | –             | –             | 102   | 21     |
| Júbilo Iwata   | 2       | J2 League  | 56    | 10     | 22             | 9              | –             | –             | 102   | 21     |
| Mito HollyHock | 1       | J2 League  | 17    | 7      | 0              | 0              | –             | –             | 17    | 7      |
| Yokohama FC    | 1       | J2 League  | 41    | 26     | 0              | 0              | –             | –             | 56    | 32     |
| Yokohama FC    | 1       | J1 League  | 15    | 6      | 0              | 0              | –             | –             | 56    | 32     |
| NEC Nijmegen   | 2       | Eredivisie | 48    | 17     | 7              | 6              | –             | –             | 55    | 23     |
|                | Łącznie | Łącznie    | 201   | 68     | 29             | 15             | 0             | 0             | 230   | 83     |

### Reprezentacyjne
Na podstawie:
| Gole w reprezentacji | Gole w reprezentacji | Gole w reprezentacji | Gole w reprezentacji | Gole w reprezentacji | Gole w reprezentacji | Gole w reprezentacji | Gole w reprezentacji        |
| Lp.                  | Data                 | Miasto               | Przeciwnik           | Wynik                | Gole                 | Inne                 | Rozgrywki                   |
| -------------------- | -------------------- | -------------------- | -------------------- | -------------------- | -------------------- | -------------------- | --------------------------- |
| 1.                   | 14.12.2019           | Busan                | Hongkong             | 5:0 (4:0)            | 26', 45+1', 58'      |                      | Puchar Azji Wschodniej 2019 |
| 2.                   | 06.06.2024           | Rangun               | Mjanma               | 5:0 (2:0)            | 75', 83'             | asysta               | Eliminacje MŚ 2026          |
| 3.                   | 10.09.2024           | Ar-Rifa              | Bahrajn              | 5:0 (1:0)            | 81'                  |                      | Eliminacje MŚ 2026          |
| 4.                   | 10.10.2024           | Rijad                | Arabia Saudyjska     | 2:0 (1:0)            | 81'                  |                      | Eliminacje MŚ 2026          |
| 5.                   | 19.11.2024           | Xiamen               | Chiny                | 3:1 (2:0)            | 39', 54'             |                      | Eliminacje MŚ 2026          |

## Sukcesy
Brak ważniejszych osiągnięć w karierze zawodowej.